# Еумен III
Еумен III (старогрчки: Εὐμένης; умро 129. п. н. е.) је био самозвани пергамски краљ и вођа побуне против римске власти.

## Биографија
Право име Еумена било је Аристоник. Пергамска краљевина је под династијом Аталида деценијама била римски савезник. Краљ Атал III је, оставши без мушке деце, завештао своје краљевство Риму 133. године п. н. е. Затечени неочекиваним даром и заузети устанцима робова и политичком нестабилношћу, нису на време преузели власт у Пергаму. Тај вакуум искористио је Аристоник, издавајући се за Аталовог брата, односно незаконитог сина Еумена II. Прогласио је себе незаконито за пергамског краља. У почетку, Еумен је подршку тражио међу малоазијским градовима, обећавајући слободу од римске власти. Како му то није успело, одлучио је регрутовати војску међу робовима, обећавши да ће, уколико Римљани буду поражени, створити нову државу звану Хелиопољ где ће сви поданици бити слободни. Један од његових саветника био је Блосије из Куме, стоички филозоф који је пре тога саветовао Тиберија Граха. Римљани су на Еумена послали две војске. Прву је Еумен поразио 131. године п. н. е, при чему је убијен конзул Публије Лициније Крас Див Муцијан. Године 130. п. н. е. послата је друга војска под Марком Перперном, која је поразила Еумена 129. године п. н. е. Еумен је доведен у Рим, где је ритуално задављен.